# 1949 у кіно

## Події
- 2-17 вересня — 3-й Каннський міжнародний кінофестиваль, Канни, Франція.

## Фільми
- Джолсон співає знову
- Безпритульний пес
- Біля стін Малапаги
- Все королівське військо
- Історія містера Поллі
- Падіння Берліна
- Привабливий обман
- Третя людина

## Персоналії

### Народилися
- 1 січня — Биструшкін Олександр Павлович, український актор театру та кіно, поет, державний діяч.
- 11 січня — Політов Віктор Григорович, український кінооператор.
- 23 січня — Сектименко Микола Григорович, радянський і український кіноактор.
- 1 лютого — Лекс Марінос, австралійський актор.
- 8 лютого — Нільс Ареструп, французький актор, режисер та сценарист данського походження.
- 14 лютого — Єременко Микола Миколайович, радянський, російський актор і кінорежисер
- 5 березня — Талгат Нігматулін, радянський кіноактор.
- 16 березня — Віктор Ґарбер, канадський актор театру, кіно та телебачення, і співак.
- 18 березня — Азер Ірина Абдуррезаївна, акторка радянського кіно.
- 2 квітня — Борис Плотников, радянський і російський актор театру і кіно, народний артист Росії.
- 20 квітня — Вероніка Картрайт, британська акторка.
- 28 квітня — Олександр Міндадзе, радянський і російський кіносценарист.
- 15 травня — Ашот Казарян, вірменський співак, актор кіно і гуморист.
- 26 травня — Пем Грієр, американська акторка та співачка.
- 21 травня — Любов Поліщук, радянська і російська акторка театру і кіно, народна артистка СРСР.
- 22 червня — Меріл Стріп, американська акторка театру, кіно та телебачення, співачка
- 28 червня:
  - Назарова Наталія Іванівна, радянська акторка театру і кіно.
  - Олександр Панкратов-Чорний, радянський і російський актор і режисер.
- 20 серпня — Афанасьєв Валерій Олексійович, радянський та російський актор театру і кіно.
- 31 серпня — Річард Гір, американський кіноактор.
- 5 вересня — Цимбал Євген Васильович, радянський і російський кінорежисер, сценарист, актор.
- 18(19) вересня — Азер Ірина Абдуррезаївна, акторка радянського кіно.
- 3 жовтня:
  - Переверзєв Анатолій Миколайович, радянський і український актор.
  - Олександр Рогожкін, радянський і російський режисер і сценарист.
- 3 листопада — Градський Олександр Борисович, російський композитор і виконавець.
- 18 листопада — Воробйова-Хржич Наталія Юріївна, радянська, югославська і хорватська акторка, письменниця і поетеса.
- 20 листопада — Сулімов Володимир Михайлович, радянський і український звукооператор.
- 29 листопада — Реус Ніна Петрівна, радянська українська кіноакторка.
- 6 грудня — Науменко Ольга Миколаївна, радянська і російська акторка театру і кіно, телеведуча.
- 11 грудня — Щербаков Борис Васильович, російський актор.
- 29 грудня — Амінова Олена Анатоліївна, радянська та російська акторка театру і кіно.

### Померли
- 6 січня —  Віктор Флемінг, американський кінорежисер, оператор.
- 6 лютого — Гаррі Рапф, американський продюсер.
- 17 березня — Фелікс Брессар, німецько-американський актор театру і кіно.
- 15 квітня — Воллес Бірі, американський актор.
- 18 вересня — Френк Морган, американський актор.
- 22 вересня — Сем Вуд, американський актор, кінорежисері продюсер.
- 3 листопада — Вільям Десмонд, американський актор кіно.
- 4 грудня — Вівіан Едвардс, американська акторка.
- 11 грудня — Шарль Дюллен, французький актор, театральний режисер, педагог.